# Evangelisch-lutherische Pfarrkirche St. Pankratius (Flossenbürg)

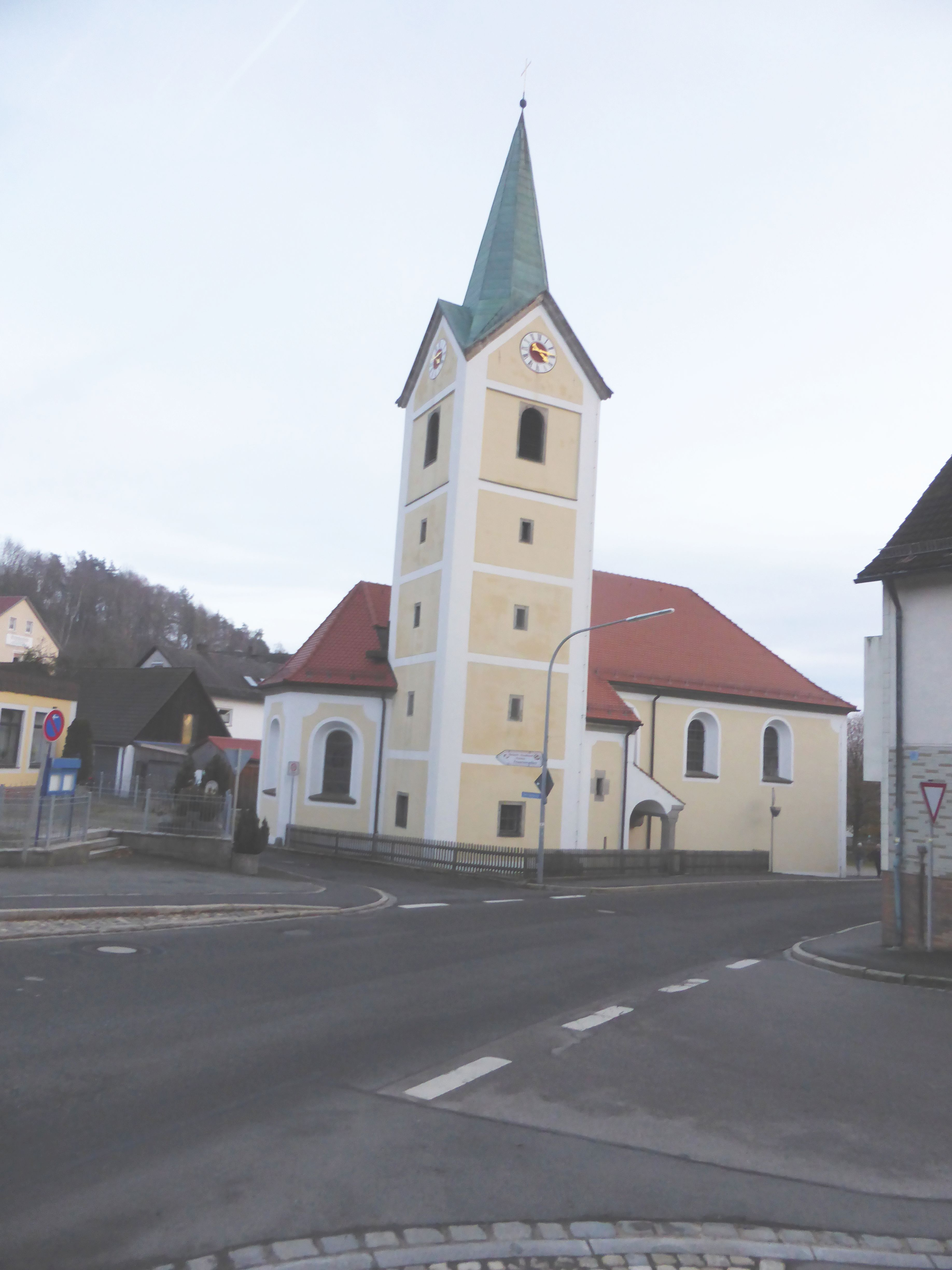
Evangelisch-lutherische Pfarrkirche St. Pankratius in Flossenbürg

Die Evangelisch-lutherische Pfarrkirche St. Pankratius von Flossenbürg gehört zur Kirchengemeinde Flossenbürg im Evangelisch-Lutherischen Dekanat Cham/Sulzbach-Rosenberg/Weiden.

## Geschichte
Gemäß dem Religionsedikt von Pfalzgraf Ottheinrich vom 22. Juni 1542 mussten die Bewohner der Jungen Pfalz den lutherischen Glauben annehmen, so sie nicht das Land verlassen und auswandern wollten. Der erste evangelische Pfarrer von Floß und somit auch von der Filiale von Flossenbürg nach der Reformation war ein gewisser Schmucker, der hier mit seinem Diakon Wieseneder (1541–1548) den Dienst versah. Sein Nachfolger wurde Nicolaus Hecht (1548–1595), der 1554 die ersten Pfarrmatrikel anlegte. Unter Pfalzgraf Friedrich kam Floß zur neugebildeten Superintendentur Vohenstrauß und 1811 zum Dekanat Weiden, damals noch Kirchenkreis Bayreuth.
1612 wütete die Pest in der Oberpfalz, an welcher der Pfarrer Friedrich Christoph Dillbaum verstarb. Der lutherische Pfarrer Peter Harrer musste im Zuge der Gegenreformation seine Stelle verlassen. Unter Pfalzgraf Christian August wurde in dem Fürstentum das Prinzip des Cuius regio, eius religio aufgehoben und das Simultaneum, also die freie Ausübung beider christlicher Konfessionen, eingeführt. Dieses hatte ab 1654 auch für Flossenbürg Geltung. Nach dem Dreißigjährigen Krieg war Kaspar Fritsch (1649–1667) aus Eger hier als Pfarrer tätig, erwähnenswert sind auch die Pfarrer aus der Familie Reinhardt, Georg Franz Reinhardt (1713–1752), Franz Volkmar Reinhardt (1752–1791) und nochmals der gleichnamige Franz Volkmar Reinhardt (1791–1814).
1846 wurde in Flossenbürg aus der bisherigen Filialkirche von Floß gegen den massiven Widerstand der evangelischen Flosser Kirchengemeinde ein selbständiges Vikariat gegründet, am 5. Februar 1846 übernahm der Verweser Tillmann von Floß vorerst als Verweser das Vikariat Flossenbürg. Nach einem Entschluss der Pfarrgemeinde vom 18. Mai 1846, ihre Rechte in Floß aufzugeben und ihr Kirchenvermögen selbst zu verwalten, verfügte die königliche Regierung mit 4. September 1846 die völlige Trennung von der Pfarrei Floß. 1912 wurde Flossenbürg zu einer eigenständigen evangelischen Pfarrei erhoben. Heute sind Floß und Flossenbürg wieder zu einer Pfarrgemeinschaft zusammengefasst.
Dieses Simultaneum wurde mit einem Vertrag vom 17. Juli 1914 in gegenseitigem Einverständnis aufgelöst, es endete 1916 mit der Räumung der Simultankirche durch die Katholiken.
Das Kirchweihfest wird am Sonntag nach Laurenti (10. August) und nicht am Pankratiustag (12. Mai) gefeiert. Nach der Pfarrchronik war angeblich ein schweres Gewitter an einem Laurentiustag die Ursache dafür.

## Baukörper

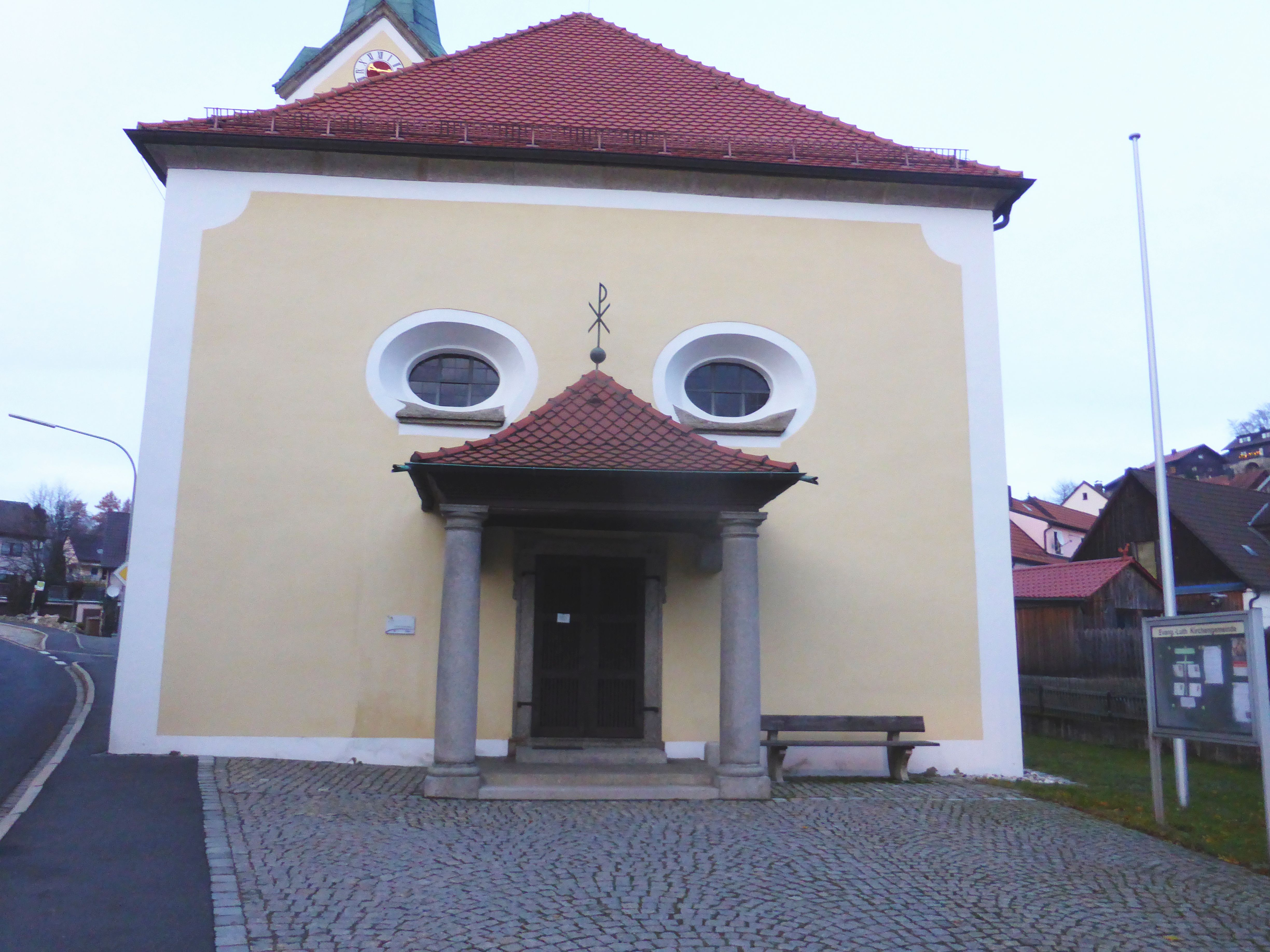
Haupteingang der evangelisch-lutherischen Pfarrkirche St. Pankratius in Flossenbürg

Die einschiffige Kirche ist die ehemalige Simultankirche für beide Konfessionen von 1716, die in der Nähe des baufällig gewordenen und ebenfalls von beiden Konfessionen genutzten Vorgängerbaus errichtet worden ist. Bei dem großen Dorfbrand am 22. Mai 1888 wurden der Kirchturm, damals ein (Zwiebelturm), und die ganze Kirche schwer beschädigt und durch die herabstürzende Decke wurde die Orgel zerstört. Der frühbarocke Dachstuhl blieb im Ganzen erhalten. Heute ist das Kirchengebäude mit einem hohen Pyramidenturm ausgestattet. 1921 wurde der Kirchplatz neu gestaltet, wobei der früher offene Bach durch einen Plattenkanal eingefasst und abgedeckt wurde. Das an der nördlichen Längsseite angebrachte Feuerwehrutensilienhaus und die an der Südseite angebrachten Feuerleitern wurden entfernt. Es entstanden auch ein auf Granitsäulen ruhender Vorbau am Haupteingang und eine steinerne Wendeltreppe zum Turm. 1957 wurde der Turm renoviert, dabei wurde anstelle der früheren Wetterfahne ein vergoldetes lateinisches Kreuz an der Turmspitze angebracht. 1977 erhielt die Kirche eine neue elektrische Uhr. 1985 wurde wieder eine Außenrenovierung durchgeführt, dabei wurde auch der früher zugemauerte Seiteneingang geöffnet. Eine weitere Grundrenovierung 2007/08 statt.
Auch ein Vikariats- bzw. Pfarrhaus musste für die selbständig gewordene Pfarrei angeschafft werden; dazu wurde 1850 das Haus (Baujahr 1820) des Steinhauers Georg Erhard Jakob angekauft und umgebaut. Daneben besitzt die Pfarrgemeinde seit 1970/71 noch das Dietrich-Bonhoeffer-Haus, das für Gemeindeversammlungen und die Jugendarbeit genutzt wird.

## Innenausstattung
Das Altarbild stellt die Kreuzabnahme Christi dar. Der Altar ist mit zwei Säulen und seitlichen Akantusranken ausgestattet. Die später hinzugekommenen beiden Seitenfiguren, die oft als Maria und Joseph interpretiert wurden, sind nicht sicher zu interpretieren. An den inneren Seitenwänden sind zwei Emporen angebracht.
1890 wurde ein Taufstein aufgestellt, der 1961 erneuert wurde.
Nach der Auflösung des Simultaneums wurde 1920 eine Außen- und 1921 eine Innenrenovierung durchgeführt. 1953 wurde eine Gedenktafel für den im KZ Flossenbürg hingerichteten Pfarrer Dietrich Bonhoeffer angebracht.

## Glocken
Bereits in der Vorgängerkirche sind 1599 zwei Glocken bezeugt. 1634 sind diese durch einen Blitzschlag zerstört worden, aber erst 1657 konnte Ersatz durch einen Glockengießer aus Eger beschafft werden. Die beiden Glocken wurden 1716 aus dem Vorgängerbau in das neu errichtete Gotteshaus übernommen. 1721 ist die größere der beiden zersprungen und erst 1731 konnte von einer Regensburger Glockengießerei Ersatz bestellt werden. 1773/74 musste eine erneut zersprungene Glocke ersetzt werden, diesmal durch eine Amberger Glockengießerei. Am 28. Juni 1822 sind die Glocken durch einen Blitzschlag beschädigt worden, mussten aber noch bis 1873 Dienst tun, dann wurden drei neue Glocken aus Kanonenmaterial angeschafft. Das Geläut wurde bei dem Großbrand am 22. Mai 1888 zerstört, aber bereits ein Jahr später wurden drei neue Glocken beschafft, eine musste wegen eines Schadens 1896 umgegossen werden.
1916 und auch 1942 mussten jeweils zwei Glocken für Kriegszwecke abgeliefert werden. 1953 konnte der Turm wieder mit drei Glocken, diesmal aus Klangstahl (Euphonglocke), voll ausgestattet werden, dabei handelt es sich um die Gebetsglocke (750 kg, Aufschrift „Herr lehre uns beten“), die Friedensglocke (500 kg, Aufschrift „Friede sei mit euch“) und die Taufglocke (260 kg, Aufschrift „Lasst die Kinder zu uns kommen“). Zudem wurde ein elektrisches Läutewerk eingebaut.

## Orgel
1766 wurde von der evangelischen Gemeinde ein Orgelwerk von dem Orgelbauer  Andreas Weiß aus Nabburg zum Preis von 181 Gulden erworben, das von den Katholiken nur gelegentlich benutzt werden durfte. Erst 1794 wurde der katholischen Gemeinde, weil ein „musikverständiger“ Lehrer Einzug in die Schule gehalten hatte, ein dauerndes Benutzungsrecht eingeräumt. Nach dem Brand von 1888 wurde von der Orgelbaufirma Steinmeyer aus Oettingen eine neue Orgel (op. 381, 6/I/P) angeschafft. 1982 wurde diese durch eine neue Orgel von Ekkehard Simon (15/II/P) abgelöst.